# Diaea cruentata
Diaea cruentata är en spindelart som först beskrevs av Ludwig Carl Christian Koch 1874.  Diaea cruentata ingår i släktet Diaea och familjen krabbspindlar. Inga underarter finns listade i Catalogue of Life.